# معبد میوشین
معبد میوشین (به ژاپنی: 妙心寺 Myōshin-ji) یک مجتمع معبد در کیوتو، ژاپن و معبد اصلی فرقه رینزای یکی از فرقه‌های آیین بودایی است.